# Olisthanella truncula
Olisthanella truncula är en plattmaskart. Olisthanella truncula ingår i släktet Olisthanella och familjen Typhloplanidae. Inga underarter finns listade i Catalogue of Life.